# Pulsatil·la
Les pulsatil·les (Pulsatilla) són un gènere de plantes de la família de les ranunculàcies (Ranunculaceae). És una gènere de plantes herbàcies distribuïdes per Nord-amèrica i Euràsia. El seu hàbitat típic són els prats de muntanya.
Pulsatilla deriva del llatí pulsare, agitar, degut a la seva forma de campaneta moguda pel vent.

## Taxonomia
Hi ha unes treinta espècies; cal mencionar:
- Pulsatilla alba
- Pulsatilla albana
- Pulsatilla alpina - anemone alpina
- Pulsatilla armena
- Pulsatilla cernua
- Pulsatilla bungeana (=Anemone bungeana)[2]
- Pulsatilla chinensis
- Pulsatilla florescens
- Pulsatilla gayerii
- Pulsatilla grandis
- Pulsatilla halleri
- Pulsatilla montana
- Pulsatilla nigricans
- Pulsatilla oenipontana
- Pulsatilla patens
- Pulsatilla pratensis
- Pulsatilla rubra
- Pulsatilla serotina
- Pulsatilla slavica
- Pulsatilla styriaca
- Pulsatilla subslavica
- Pulsatilla vernalis
- Pulsatilla vulgaris - flor de pasqua, flor de vent, safrà de prat, anemone de prat
- Pulsatilla violacea